# جمهرة أنساب العرب
جمهرة أنساب العرب. هو أحد أهم الكتب المختصة في علم الأنساب والتي توثق أنساب العرب، ألفه علي بن حزم الأندلسي.

## نبذة عن الكتاب
تعد جمهرة أنساب العرب من أوسع كتب النسب وأحفلها وأدقها، مع الإيجاز والاستيعاب. فقد أتيحت لابن حزم فرصة الاطلاع على ما سبقه من كتب الأنساب والرجال والتاريخ والتراجم ونحوها، فاستطاع أن يعصرها جميعاً ليستخلص منها هذه الصورة المتكاملة المترابطة، التي امتازت بذكر الرجال والصحابة، والأشراف من آل الرسول وذراريهم، والخلفاء وأبناء الخلفاء والوجوه من أصحاب السلطان والولايات وأنسالهم.
ولم ينس في ذلك أن يشير إلى أهم الأحداث التاريخية والقبلية والأدبية، وأيام العرب والمشهور من أمثالها وأنبائها، مع التحقيق في ذلك كله، وبيان الخلاف فيه، مع الحكم الصادق.